# بيل هودجز
بيل هودجز (بالإنجليزية: Bill Hodges)‏ هو مدرب كرة سلة أمريكي، ولد في 9 مارس 1943 في زيونسفيل في الولايات المتحدة.